# Мючуъл Филм Къмпани
„Мючуъл Филм Къмпани“ е филмова компания в Милуоки, щата Уисконсин, сред първите в САЩ.
Позната е като продуцент на някои от най-великите комедии на Чарли Чаплин.
Създадена е през юли 1906 г. в Милуоки от Джон Фрулър (1872 – 1958), Хари Айткен (1877 – 1956) и Рой Айткен (1882 – 1976).
Произвежда огромен брой филми до 1919 г., когато е напусната от Чаплин. Компанията спира производството на филми за цели 53 години. През 1972 г. отново започва да продуцира филми, създавайки Tears of Happiness.